# Retrográd amnézia
Retrográd amnézia az amnézia egy olyan fajtája, amikor a páciens egy betegség, sérülés vagy súlyos trauma következtében a közvetlenül az esemény előtt történtekre nem emlékszik, és sok esetben a régebbi emlékek előhívásában is gátolja a beteget.

## Leírása
Általában a fejre mért ütés után az amnézia összezsugorodik, először csak az időben távolabbi eseményekre emlékszik, majd egyre közelebbiekre, és végül a balesetet megelőző percek kivételével minden az eszébe jut. A legfrissebb emlékeket érinti a legsúlyosabban, jellemzően a feltisztulás után sem emlékeznek a baleset előtti percekre. Sokszor jelenik meg anterográd amnézia mellett, amely az új események folyamatos megjegyzésében gátolja a beteget, és ez súlyos tanulási zavarokat okoz.

## Betegség okai
A retrográd amnézia általában a temporális lebeny és a hippokampusz sérüléséből adódik, melyek szoros összefüggésben vannak az emlékeink elraktározásával. A pontos részletek, amelyek felelősek az agy azon fizikai elváltozásáért, amelyek a retrográd amnéziát okozzák, még mindig ismeretlenek az orvostudomány számára.
Larry Ryan Squire amerikai pszichiáter foglalkozik tanulmányaiban  az anterográd és retrográd amnéziával, főként poszt mortem szövettani vizsgálatok segítségével.

## A betegség bemutatása
Például egy baleset áldozata, aki a baleset előtt koncertzongorista volt, a retrográd amnézia beállta után emlékezhet arra, hogy mi az a zongora, de nem tudja, miképp kell rajta játszani. A betegek, a baleset előtti szakaszban rutinszerűen használt műveleteket gyorsabban elsajátítják, mint azok akik soha nem végezték ezeket előzőleg. Ez bizonyítja, hogy az információ nem veszett el teljesen. Eme betegség áldozatai stresszesek és depresszívek, mivel nem áll módjukban memóriájukból előhívni a múltjukban kulcsszerepet játszó figurákat és fontos eseményeket.

## A retrográd amnézia kapcsolata a retroaktív gátlással és az emlékezetvesztéssel
- Mindhárom jelenség emlékezetvesztéssel hozható kapcsolatba.
- Az a tartalom veszik el, amit közvetlenül a veszteséget kiváltó esemény előtt tapasztalt a személy.
- Mindegyik jelenség egy nem érzékelhető idegi változást von maga után, ami például megnyilvánulhat a tanulásban.
- Mindegyik jelenséget a memóriatartalmak előhívásának zavara jellemzi, nem pedig azok megtartásának zavara.
- Mindegyik jelenség kiválthat egy kellemetlen érzelmi tónust

## Ismertebb esetek
- Egy 1998-ban megjelent tanulmány egy 42 éves férfi esetével foglalkozik, akinek állandó, visszatérő fejfájásait a retrográd amnézia jelének tulajdonították. A tesztek enyhe neuropszichológiai zavarra utaltak. A bal homloklebenyében EEG-rendellenességet mutattak ki, viszont a CT és MRI felvételek nem utaltak semmilyen elváltozásra. Öt évvel az amnézia kezdete után sem mutatkozott felépülés a memóriazavarból, viszont a PET vizsgálat eredménye normális volt és a neuropszichológiai tesztek sem utaltak zavarra. Ez volt az első olyan eset, amikor a retrográd amnézia első tüneteként a fejfájás jelent meg.
- T. H. és K. N. esete: T. H. és K. N. nevű páciensek fokális retrográd amnéziában (FRA) szenvedtek. Memóriazavaruk életük összes eseményére kiterjedt. Képesek voltak új információk elsajátítására és megtartására, viszont feltűnő hiányosságokat mutattak bizonyos szavak létrehozásával és megértésével kapcsolatban. Ezenkívül nehézséget okozott nekik mindennapi, megszokott tárgyak felismerése és használata is. Az MRI vizsgálatok nem mutattak ki agyi elváltozást egyik személynél sem. K. N. nevű páciensnél egyértelműen súlyos stresszhelyzetek váltották ki a tüneteket, T. H. esetében viszont nem tudni. A tanulmányban neuropszichológiai nézetből vizsgálják a két páciens állapotát.
- A collegnoi amnéziás esete: a neuropszichológia egyik fontos területe a színlelt kognitív jelenségek feltárása. A collegnoi amnéziás esete talán a legismertebb példa a színlelt retrográd amnéziára vonatkozóan. 1926-ban egy férfi, aki látszólag elveszítette az összes önéletrajzi emlékét és teljes identitását, majdnem egy évet töltött a collegnoi elmegyógyintézetben, név nélkül. Ezután Giulio Canella néven azonosították, a veronai iskola igazgatójaként, aki 1916-ban tűnt el a háborúban. Később kiderült róla, hogy csaló, aki megjátszotta, hogy amnéziában szenved és emlékei fokozatosan visszatérnek. Alfredo Coppola diagnosztizálta az esetet, és színlelt retrográd amnéziának nevezte el.

## Lásd még
- Anterográd amnézia